# Hadjadj
Hadjadj là một đô thị thuộc tỉnh Mostaganem, Algérie. Dân số thời điểm năm 2002 là 15.835 người.